# Енергомашспецсталь

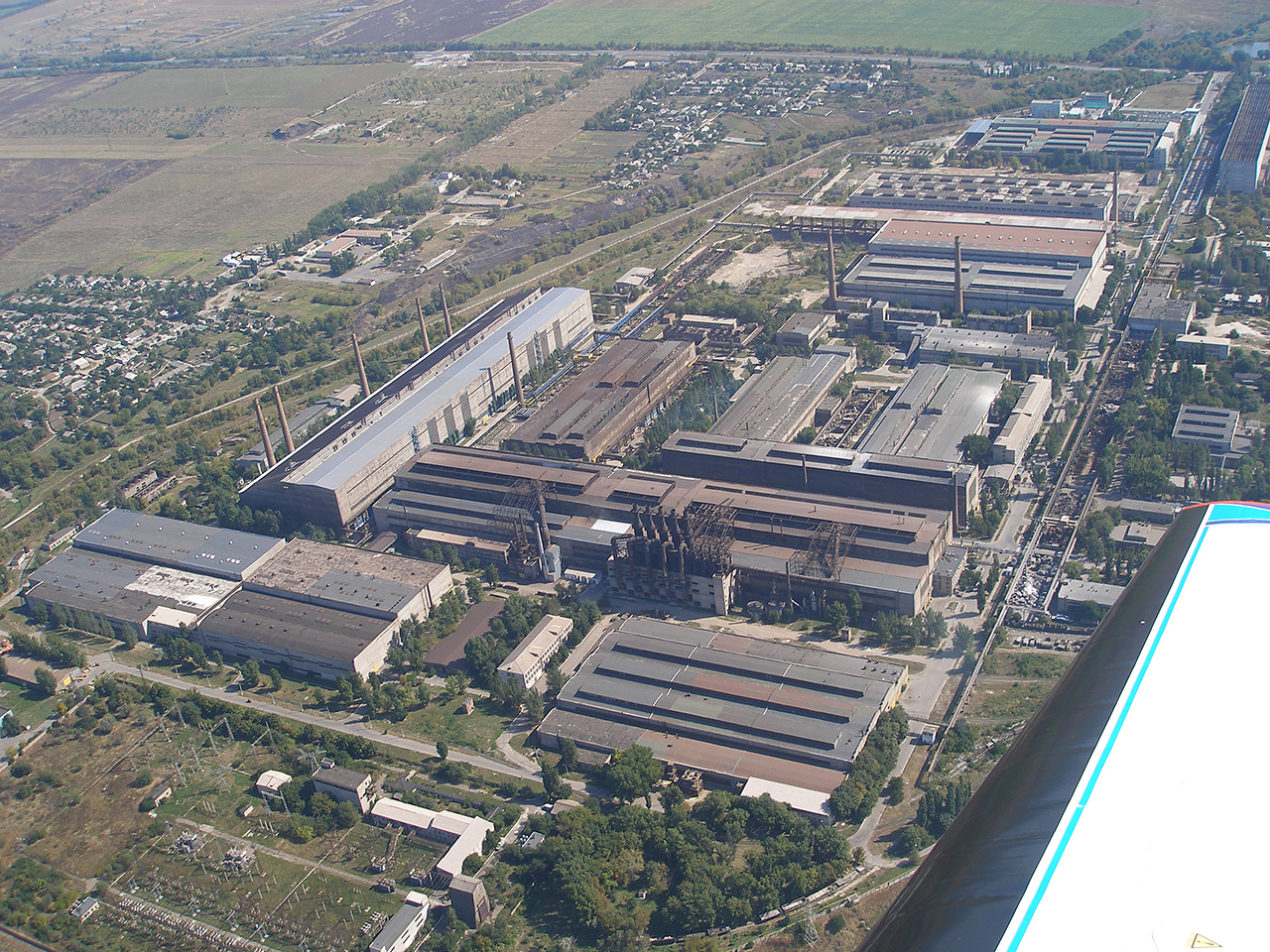
Підприємство з висоти

ПАТ «Енергомашспецсталь» — станом на початок 2022 року, українська філія російської компанії «Атоменергомаш» бюджето-утворювальне підприємство міста. Виробник литих і кованих виробів одиничного і дрібносерійного виробництва для металургії, суднобудування, енергетики і машинобудування в Україні. Розташоване в Краматорську, інші філії працюють в Російській Федерації та Угорщині.

## Історія
Історія ПАТ «Енергомашспецсталь» бере початок 1962 року, коли розпочалося його будівництво на 70 гектарах землі колгоспу «Ясногорівський».
- 29 грудня 1964 року запрацювала перша черга Краматорського заводу лиття і поковок як базового підприємства із забезпечення підприємств важкого машинобудування великим сталевим литтям, поковками і звареними заготовками.
- 25 червня 1965 - проведено першу в історії заводу плавку в невеликій печі потужністю всього лише 50 кг, у цеху металургійного оснащення.
- 1966 - Вступила в дію електропідстанція на 220/110/35/6 кВ і прийняла перших відпочивальників турбаза «Липа» на березі Сіверського Дінця.
- 1967 - Почав давати продукцію киснево-компресорний цех; збудовано дитячий садок-ясла № 56 «Сонечко» на 140 дітей на Бульварі Машинобудівників.
- 1970 - початкова плавка на першій в електросталеплавильному цеху печі ДСП-50.
- 1972 - Перша продукція у фасонно-ливарному цеху та ковальсько-термічній ділянці.
- 1973 - Запрацювала найпотужніша в Україні електросталеплавильна піч ДСП-100; у фасонно-ливарному цеху - перша потоково-формувальна лінія.
- 1975 - В електросталеплавильному цеху здано в роботу піч ДСП-12.
- 1978 року, в електросталеплавильному цеху виплавлено мільйонну тонну сталі; запущено вакуумну індукційну піч ВІП-30.
- 1978...1979 роки — Запроваджено першу чергу ковальсько-пресового цеху № 1 та корпус допоміжних цехів виробничою площею 254 тис. м².
- 1981 року, завод виконав перше експортне замовлення — складові турбіни для електростанції в КНДР.
- У 1978—1982 роках задля створення потужностей з випуску заготовок для атомної та гідроенергетики, відбулася реконструкція заводу. З огляду на зосередження підприємства на випуску продукції для енергетичного машинобудування, 1979 року Краматорський завод лиття і поковок було перейменовано на Краматорський завод «Енергомашспецсталь».
- 13 листопада 1995 — підприємство перетворено на відкрите акціонерне товариство ВАТ.
- У 2000—2008 роках оновлено парк термічних і нагрівальних печей, освоюється виробництво для енергетики (генератори, вітрогенератори, ротори генераторів і турбін); суднобудування (гребні вали); АЕС (обичайки, заготовки днищ).
- 27 грудня 2007 року — Підприємство викупило у міста 136,4376 гектарів (1364376 квадратних метрів) землі під власними виробничими площами за 13540500 гривень із на виплат, впродовж 4 років.
- 2007 року, було запущено найбільший на теренах колишнього Радянського Союзу прес зусиллям 15000 тс.
- У 2010 році ВАТ «Енергомашспецсталь» увійшло до машинобудівного дивізіону Державної корпорації з атомної енергії «Росатом» — ВАТ «Атоменергомаш».[4]
- 2012 року, на ВАТ «Енергомашспецсталь» вперше в історії відлито винятковий великогабаритний зливок рекордною вагою 415 тонн.
- 2013 рік — На ВАТ «Енергомашспецсталь» успішно завершено проєкт виготовлення опорного валка вагою 255 тонн для товстолистового стану «5000» з надзвичайного зливка вагою 412 тонн.
- 2016 рік — Завод виграв тендер на виготовлення ротора турбіни низького тиску масою 88,7 тонн, для постачання Індії 2017 року.[5]
- 2017 року, було відкрито новий тролейбусний маршрут №7 сполученням «с.Красногірка - Енергомашспецсталь».[6]
- 2022 березень — Постановою Кабінету Міністрів України № 187 від 03.03.2022 року «Про забезпечення захисту національних інтересів за майбутніми позовами держави Україна у зв'язку з військовою агресією Російської Федерації» українські компанії з російськими бенефіціарами названо «особами, пов'язаними з державою-агресором».
- 2022 травень — Внаслідок ракетно-бомбового удару, завданого Російською Федерацією, що стався ввечері 5 числа, знищено обладнання ковальсько-пресового цеху заводу. Зокрема, пошкоджено автоматизовані кувальні комплекси та насосно-акумуляторну станцію. Про це йдеться в повідомленні підприємства у соціальній мережі Facebook. Станом на квітень 2022 року, внаслідок згортання виробництва через воєнні дії збоку РФ, на заводі працювало всього 150-200 робітників.[7][8]

## Структура
На початок 2022 року, виробничі потужності підприємства були розташовані в Україні, Російській Федерації, Чехії та Угорщині й охоплювали:
- Металургійне виробництво: електросталеплавильний цех, стале-ливарний цех
- Кувальне та термічне виробництва: кувально-пресова обробка, термообробка
- Механообробне виробництво: механообробний цех, цех механічного устаткування

## Діяльність
2018 — Завод Енергомашспецсталь запустив виробництво обладнання для вітроенергетичних установок потужністю 4,5 МВт. Завод мав виготовити для краматорської компанії ТОВ «Фурлендер Віндтехнолоджі» 15 валів роторів для вітроенергетичних установок потужністю 4,5 МВт.
2020 — Обсяг продажів готової продукції, виробленої на Енергомашспецсталі, склав 3,324 млрд грн, що на 71 % більше ніж за 2019 рік. Випуск товарної продукції 2020 року збільшився на 37,6 %. Всього за 2020 рік з ЕМСС було відвантажено замовникам 21 432 тонни продукції. Першорядними об'єктами постачань у 2020 році, стали відвантаження для АЕС «Куданкулам» (Індія), АЕС «Аккую» (Туреччина), АЕС «Тяньвань» (Китай) і АЕС «Сюйдапу» (Китай). За підсумками 2020 року, об'єм експорту склав 94,4 % від загального продажу.

### Виробництво
«ЕМСС» виробляє обладнання для українських та закордонних підприємств. Зокрема, 2016 року, налагоджено співробітництво із такими вітчизняними підприємствами, як «Запоріжсталь» (виготовлення опорних валків), «Азовсталь» (виготовлення робочих валків), Маріупольським металургійним комбінатом (прокатні валки), який був визначальним партнером «ЕМСС», Дніпропетровським металургійним заводом та інші. Вже понад 10 років завод працює на ринку Німеччини, постачає продукцію до Франції, Італії, Бельгії, Чехії, Іспанії, Польщі, у межах розширення експорту на міжнародних ринках, передбачається вихід на ринок Східної Африки. На металургійному виробництві, зокрема, виготовляються зливки-велетні для корпусів реакторів. До 2017 року виготовлено вже 4 таких зливки — останній вагою до 415 т.
У квітні 2017 року в межах контракту, укладеного в листопаді 2016 року, ЕМСС відвантажило дві траверси для італійської компанії Presezzi Extrusion s.p.a. Перші постачання продукції Presezzi Extrusion s.p.a. відбулися ще в лютому 2017 року. Згідно умов договору, ЕМСС повинно виготовити для італійського партнера 5 одиниць пресового устаткування.
ЕМСС виконує замовлення на постачання прокатних валків для металургійної корпорації ArcelorMittal. Відповідно до контрактних термінів було відвантажено підприємствам ArcelorMittal 294 тонн продукції.
Навесні 2017 року у межах контракту, укладеного в жовтні 2016 року, ЕМСС відвантажила валки для угорського комбінату ЗАО «Дунаферр» і завершила виготовлення обладнання для індійської АЕС «Куданкулам». Поза тим, компанія уклала контракт на постачання двох опорних валків для станів холодного вальцювання з компанією Voestalpine Stahl GmbH, в Австрію..
У травні 2017 року Енергомашспецсталь підписала контракт на виготовлення та постачання обладнання для індійської компанії Bharat Heavy Electrical Limited. За умовами договору, ПАТ «ЕМСС» виготовить для BHEL три ротора турбіни низького тиску. Загальна вага замовлення — 197,70 тонн.
У квітні 2021 підприємство підписало новий договір на постачання заготовок для 4-го енергоблоку АЕС «Аккую». У межах укладеного контракту ЕМСС виготовить і поставить Замовнику різні вироби для головного циркуляційного насоса, загальна маса яких складе 285 тонн. Термін постачання заготовок — IV квартал 2021 року. У травні 2021 року на ПАТ «Енергомашспецсталь», пройшло приймання 19 деталей для парогенератора і головного циркуляційного насоса для 3-го енергоблоку АЕС «Аккую» (Туреччина).
У квітні 2021 року, було підписано Контракт на постачання продукції для найбільшого виробника сталі в США. Американська металургійна корпорація Nucor замовила у ПАТ «Енергомашспецсталь» партію опорних валків по 150 тонн кожен. Виготовлення та відвантаження продукції Замовнику ПАТ «ЕМСС» передбачає завершити до жовтня 2022 року.

## Нагороди
- Лютий 2022 — переможець рейтингу Федерації роботодавців України Ukrainian Employers Awards 2021 у номінації «Експорт без кордонів»[28]